# Alcaria (Fundão)
Alcaria es una freguesia portuguesa del concelho de Fundão, con 21,51 km² de superficie y habitantes (2001). Su densidad de población es de 59,1 hab/km².

## Patrimonio religioso
- Capilla de Nossa Senhora das Necessidades

- Iglesia parroquial

## Celebraciones
- Fiestas de Aldeia, primer fin de semana de septiembre

## Galería

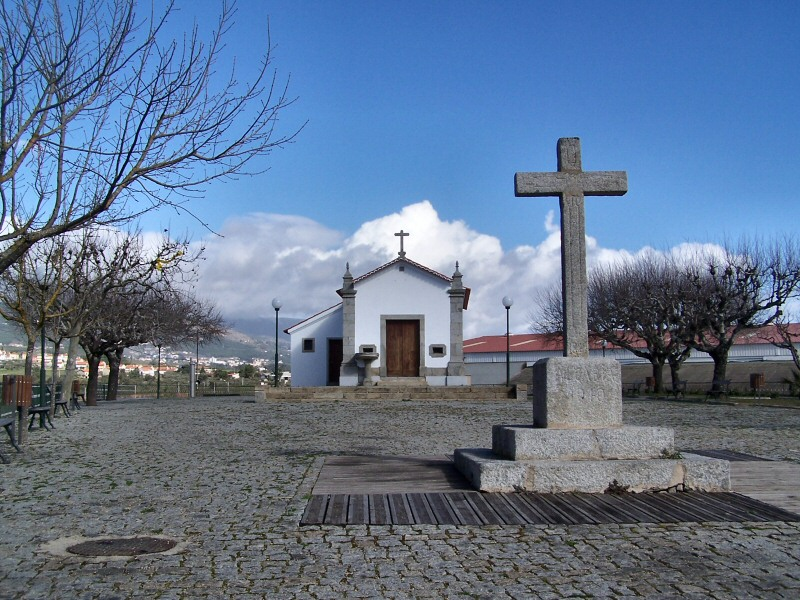
Capilla de Nossa Senhora das Necessidades.